# Carrick-on-Shannon
Carrick-on-Shannon (Iers: Cora Droma Rúisc) is de hoofdstad van het graafschap Leitrim in Ierland. De stad ligt aan de rivier de Shannon op de grens tussen Leitrim en het graafschap Roscommon. De stad heeft ruim 2000 inwoners (2002).
Carrick-on-Shannon ligt aan de spoorlijn van Dublin naar Sligo. Het station ligt op de westoever van de Shannon, dus net in Roscommon. Het is een populaire bestemming voor vaarcruises op de Shannon.